# Cherry Island (Loch Ness)
Cherry Island (gael. Eilean Muireach) – obecnie jedyna wyspa na jeziorze Loch Ness w Szkocji. Pierwotnie miała 49 na 51 m i znajdowała się około 140 m od południowego brzegu jeziora. Na skutek podniesienia poziomu wody, przez przyłączenie jeziora do Kanału Kaledońskiego, została częściowo zalana.